# نغت منشاري
النغت المنشاري نوع نباتي شجري يتبع جنس النغت من الفصيلة القضبانية (باللاتينية: Betulaceae) في رتبة البلوطيات من ثنائيات الفلقة من النباتات المزهرة.

## البيئة والانتشار
موطنه شرق أمريكا الشمالية حيث ينتشر من مقاطعات نوفا سكوشا ونيوبرانزويك وكيبك في كندا جنوبًا إلى فلوريدا في جنوب شرق الولايات المتحدة وتكساس في وسط الجنوب. أدخل ايضًا إلى مناطق غرب أمريكا الشمالية وغرب أوروبا.

## الوصف النباتي
النبات شجري. البراعم حرشفية ذات عنق في غالب الأحيان، الأوراق بسيطة ذات عنق متساقطة متبادلة منشارية أو مسننة ونادرا كاملة الإزهار وحيدة الجنس بشكل نورات زهرية أحادية المسكن وتظهر الأزهار قبل الأوراق. الأزهار الذكرية حمراء اللون، ومن هنا أخذ النبات اسمه. الثمار متعددة الوجوه منضغطة لها جناح، مجتمعة بشكل مخروط بيضوي الشكل قصير وله حراشف خشبية سميكة ودائمة تحمل كل حرشفة في قاعدتها من الداخل ثمرتين، تنضج الثمار خلال سنة واحدة.